# Heterosentis brasiliensis
Heterosentis brasiliensis is een soort in de taxonomische indeling van de haakwormen, ongewervelde en parasitaire wormen die meestal 1 tot 2 cm lang worden. De worm komt uit het geslacht Heterosentis en behoort tot de familie Arhythmacanthidae. Heterosentis brasiliensis werd in 2009 beschreven door Vieira, Felizardo & Luque.